# Eupelmus bulgaricus
Eupelmus bulgaricus är en stekelart som beskrevs av Kalina 1988. Eupelmus bulgaricus ingår i släktet Eupelmus och familjen hoppglanssteklar.
Artens utbredningsområde är Bulgarien. Inga underarter finns listade i Catalogue of Life.